# Медовка (Воронежская область)
Медовка— деревня в Рамонском районе Воронежской области.
Входит в состав Новоживотинновского сельского поселения.

## География
Деревня расположена на левом берегу реки Дон в 4 километрах к югу от села Новоживотинное. В непосредственной близости от населённого пункта проходит граница территории Новоживотинновского сельского поселения с территорией Русско-Гвоздевского и Яменского сельских поселений Рамонского района.

## История
Медовка возникла в середине XVIII века. Название деревни связано с пчеловодством.

## Население
| 2010 |
| ---- |
| 229  |

## Уличная сеть
| - ул. Бирюзовая, - ул. Изумрудная, - ул. Малахитовая, - ул. Лазурная, - ул. Новоселов, - ул. Пилота Нестерова, - ул. Приозерная, - ул. Речная, | - ул. Сосновая, - ул. Транспортная, - ул. Трудовая, - ул. Центральная, - пер. Дачный, - пер. Летний, - пер. Центральный - ул. Подполковника Мыльникова. |

## Известные люди
- Антонов, Иван Михайлович — Герой Социалистического Труда.
- Васильев, Иван Михайлович (полный кавалер ордена Славы) (20.09.1922 — 27.06.1994) —  кавалер ордена Славы трёх степеней[3].